# Capheaton Hall
Capheaton Hall, près de Wallington, dans le Northumberland, est une maison de campagne anglaise, siège des baronnets de Swinburne et maison d'enfance du poète Algernon Swinburne. Il s'agit d'un bâtiment classé Grade I.

## Histoire
Le manoir est construit pour John Swinburne, 1er baronnet en 1667-68 par Robert Trollope de Newcastle. C'est un bâtiment provincial baroque, en pierre locale avec des pilastres géants sur des bases élevées soutenant des sections d'entablement divisant la façade principale en une large travée centrale et des travées flanquantes, sous un toit en pente avec des lucarnes vernaculaires à pieds plats. Le domaine est complété avec une ferme modèle de goût gothique, conçue par Daniel Garrett pour John Swinburne, vers 1746, l'un des premiers exemples du renouveau gothique. La façade nord est reconstruite pour John Swinburne, 6e baronnet en 1789-90 par un architecte local, William Newton.
La maison se dresse dans un parc vallonné à la manière de Capability Brown. Le cadre naturaliste du lac Sir Edward's, au sud de la maison, est désigné site d'importance pour la conservation de la nature en 1983 pour la sauvagine hivernante et reproductrice qu'il abrite, ainsi que pour la végétation qui s'est développée autour de ses marges.
Le village de Capheaton (50 habitants), construit comme village modèle à la fin du XVIIIe siècle, est situé sur une crête à l'ouest de Hall.